# باتريك بيدرسن
باتريك بيدرسن (بالدنماركية: Patrick Pedersen)‏ (25 نوفمبر 1991 في الدنمارك - ) هو مدرب كرة قدم ولاعب كرة قدم دانمركي في مركز الهجوم. لعب مع نادي فيكينغ.

## وصلات خارجية
- باتريك بيدرسن على موقع قاعدة بيانات كرة القدم.إي يو (الإنجليزية)
- باتريك بيدرسن على موقع Soccerway.com (الإنجليزية)